# Neumarkt (distrito)
Neumarkt é um distrito da Alemanha, na região administrativa de Oberpfalz, estado de Baviera. Com uma área de 1344,23 km² e com uma população de 128.800 habitantes (2004).

## Cidades e Municípios
- Cidades:

1. Berching
2. Dietfurt
3. Freystadt
4. Neumarkt
5. Parsberg
6. Velburg

- Municípios:

1. Berg
2. Berngau
3. Breitenbrunn
4. Deining
5. Hohenfels
6. Lauterhofen
7. Lupburg
8. Mühlhausen
9. Pilsach
10. Postbauer-Heng
11. Pyrbaum
12. Sengenthal
13. Seubersdorf